# Westbrook (Teksas)
Westbrook je grad u američkoj saveznoj državi Teksas. Prema popisu stanovništva iz 2010. u njemu je živjelo 253 stanovnika.